# Plaza 66
Plaza 66 (tiếng Trung: 恒隆广场 - Hằng Long Quảng Trường) là tòa nhà chọc trời cao nhất của khu Phố Tây và là tòa nhà cao thứ ba của thành phố Thượng Hải, Trung Quốc. Khu tổ hợp Plaza 66 bao gồm 2 tòa nhà công sở và một trung tâm mua sắm. Tòa nhà đầu tiên này được hoàn thành năm 2001 với chiều cao 288 m gồm 66 tầng. Tòa nhà thứ hai mới được hoàn thành năm 2007. Đây là một dự án của công ty Hang Lung Properties, Hồng Kông và được thiết kế bởi công ty Kohn Pedersen Fox (KPF).